# Kaminoyama
Kaminoyama (Japonés: 上山市;  Hepburn: Kaminoyama-shi?, lit. ‘Ciudad arriba de la montaña’), es una ciudad de la Prefectura de Yamagata en la Región de Tōhoku de la isla Honshū en Japón. Esta recibió el estatuto de ciudad el 1 de octubre de 1954 y cuenta con una área total de 240,95 km². Kaminoyama se ubica al norte de la ciudad de Yonezawa en el sureste de la Prefectura de Yamagata en la cuenca de Murayama, bordeada por la Prefectura de Miyagi al este y limitando con la Monte Zaō. Esta destaca por ser el emplazamiento del Castillo de Kaminoyama en su centro histórico y sus aguas termales. La ciudad tiene clima continental húmedo según la clasificación climática de Köppen, con veranos cálidos y húmedos e inviernos fríos con precipitaciones intensas de agosto a octubre. Kaminoyama esta hermanada con la ciudad japonesa Natori desde el 10 de mayo de 1978 y con la ciudad Takayama desde el 13 de octubre de 1988. También se encuentra hermanada con la ciudad alemana de Donaueschingen desde el 1 de octubre de 1995.